# موزه هنر پورتلند
موزه هنر پورتلند (انگلیسی: Portland Art Museum) واقع در پورتلند، اورگن، در سال ۱۸۹۲ تأسیس شد و قدیمی‌ترین موزه هنری در ساحل غربی آمریکا به‌شمار می‌رود. این موزه از لحاظ وسعت بیست و پنجمین موزه هنری آمریکا به‌شمار می‌رود. این موزه همه روزه به جز دوشنبه و سه شنبه از ساعت 10 صبح تا 5 بعد از ظهر باز است.